# Kap Fligely

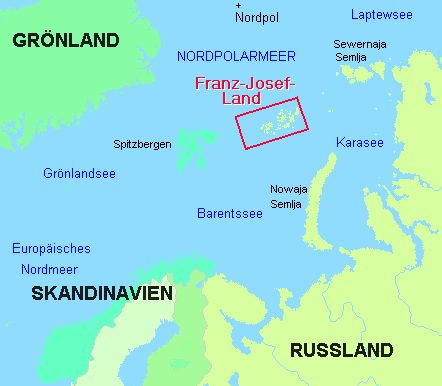
Orienteringskarta.

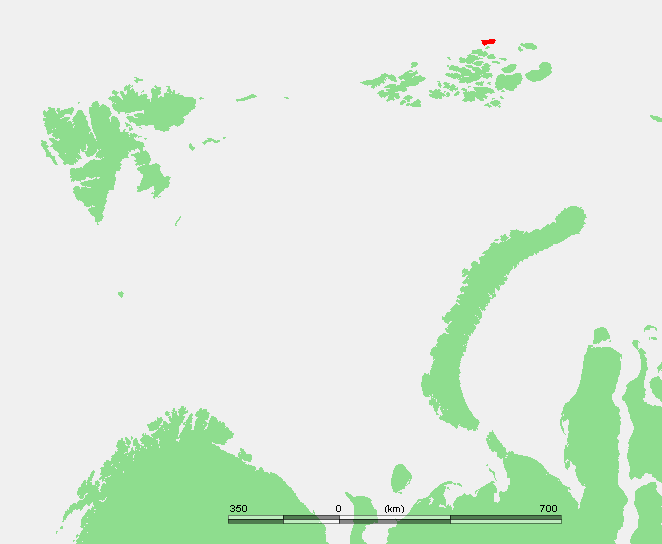
Lägeskarta.

Områdeskarta, Rudolfön längst upp.

Kap Fligely (ryska Мыс Флигели, Mys Fligeli) är en udde i Frans Josefs land. Platsen är den nordligaste landområdet i världsdelen Europa och Eurasien och tillhör samtidigt världens yttersta platser. Den nordligaste platsen på kontinenten Europa är Kinnarodden i Norge och Kap Tjeljuskin på den eurasiska kontinenten.

## Geografi
Kap Fligely ligger i Norra ishavet längst norrut på Kronprins Rudolfs land inom ögruppen Frans Josefs land. Udden ligger endast 911 km från Nordpolen.
Området är del i naturskyddsområdet Russkaya Arktika (Rysslands Arktiska Nationalpark) Förvaltningsmässigt utgör udden en del i provinsen Archangelsk oblast.

## Historia
Kap Fligely upptäcktes den 12 april 1874 av den andra Österrikisk-Ungerska polarexpeditionen under ledning av Julius von Payer och Karl Weyprecht och namngavs då efter österrikiske kartografen August von Fligely.
1896 passerades området av Fridtjof Nansen och Hjalmar Johansen under slutfasen av Fram-expeditionen.
15 juni 2009 inrättades nationalparken Russkaya Arktika (Национальный парк "Русская Арктика) som förutom Frans Josef Land även omfattar delar av Novaja Zemlja